# Ion Pavalache
Ion Pavalache (n. 24 iunie 1927, Chișinău -- d. 5 noiembrie 2007, Iași) a fost un dirijor și maestru român de cor.

## Biografie
A studiat la Seminarul Teologic din Chișinău, apoi la Conservatorul "Ciprian Porumbescu" din București (1947-1952) cu Ioan Chirescu (solfegiu), Ion Dumitrescu (armonie), Marțian Negrea (contrapunct), Tudor Ciortea (analize), Theodor Rogalski (orchestrație), Zeno Vancea (istoria muzicii), Harry Brauner (folclor), Dumtru Botez și I. Vicol (dirijat) . Activitatea sa s-a împărțit între sfera concertistică și cea didactică.
Ion Pavalache a desfășurat o bogată activitate de organizare și conducere ca asistent la Conservatorul din București, corist (1952-1958), secretar muzical la Filarmonica bucureșteană "George Enescu" (1952-54) și la Opera Română din București (1954-1956), precum și ca dirijor al Corului Operei (1958-1968) și ca director al Operei Române din Iași (1968-1975). I-a urmat lui G. Pascu la conducerea Corului "Gavriil Musicescu" al Filarmonicii de Stat "Moldova" din Iași timp 32 de ani (1958–1990). A inițiat și a pregătit corurile reunite ale Operei și Filarmonicii ieșene, "reușind să impună ansamblul între cele mai valoroase coruri de filarmonică din România ". Pe deasupra, a fondat și a condus (1970-2007) Corul "Camerata" al profesorilor (Casa corpului didactic) din Iași.
Ion Pavalache a susținut nenumărate concerte corale și vocal-simfonice. A contribuit "la lărgirea considerabilă a repertoriului vocal-simfonic al Filarmonicii ieșene, la formarea gustului publicului pentru genul coral a capella pe scenele româneșți și europene"  (turneul în Franța, Belgia, Olanda, Italia, Germania, ș. a.). A colaborat "cu soliști și dirijori de referință " (V. Cortez, Ion Baciu, Iosif Conta, A. Bișoc, S. Diamant, ș. a.). A realizat numeroase înregistrări (radio, TV, disc) și a compus piese muzicale. În calitate de profesor (1960-2007), "Maestrul Pavalache a activat la Conservatorul bucureștean (Universitatea Națională de Muzică București) apoi la Conservatorul din Iași (Universitatea de Arte "George Enescu" din Iași)" .

## Distincții
- Meritul cultural, clasă I
- Ordinul „Steaua Republicii Socialiste România” clasa a IV-a (16 decembrie 1972) „pentru merite deosebite în opera de construire a socialismului, cu prilejul aniversării a 25 de ani de la proclamarea Republicii”[5]
- Membru de onoare "Société musicale française Georges Enesco"
- Cetățean de onoare al orașului Villeréal, France

## Discografie
- Béla Bartók, Cantata profana (Electrecord FE 81-011)
- George Enescu, Vox maris (Electrecord FE 81-011 — Marco Polo 8. 223142)
- Gavriil Musicescu, Coruri pe versuri populare (Electrecord 433/71)
- Constantin Palade, Poem vocal-simfonic, versuri de N. Labiș (Electrecord 433/77)